# Crosslauf-Weltmeisterschaften 1996
Die 24. Crosslauf-Weltmeisterschaften der IAAF fanden am 23. März 1996 in Stellenbosch bei Kapstadt (Südafrika) statt. Austragungsort war das Danie Craven Stadium.
Die Männer starteten über eine Strecke von 12,15 km, die Frauen über 6,3 km, die Junioren über 8,35 km und die Juniorinnen über 4,22 km.

## Ergebnisse

### Männer

#### Einzelwertung
| Platz | Athlet             | Land | Zeit (min) |
| ----- | ------------------ | ---- | ---------- |
| 1     | Paul Tergat        | KEN  | 33:44      |
| 2     | Salah Hissou       | MAR  | 33:56      |
| 3     | Ismael Kirui       | KEN  | 33:57      |
| 4     | Paul Koech         | KEN  | 34:10      |
| 5     | Haile Gebrselassie | ETH  | 34:28      |
| 6     | Joseph Kimani      | KEN  | 34:30      |
| 7     | Khalid Skah        | MAR  | 34:34      |
| 8     | Ismaïl Sghyr       | MAR  | 34:34      |

Von 281 gestarteten Athleten erreichten 261 das Ziel.
Teilnehmer aus deutschsprachigen Ländern:
- 31: Arnold Mächler (SUI), 35:42
- 103: Viktor Röthlin (SUI), 37:09
- 156: Thorsten Naumann (GER), 38:15
- 159: André Green (GER), 38:18
- 188: André Bucher (SUI), 38:49

#### Teamwertung
| Platz | Land und Athleten                                                                               | Gesamtpunktzahl und Einzelplatzierung |
| ----- | ----------------------------------------------------------------------------------------------- | ------------------------------------- |
| 1     | Kenia Paul Tergat Ismael Kirui Paul Koech Joseph Kimani William Kiptum Josephat Machuka         | 033 01 03 04 06 09 010                |
| 2     | Marokko Salah Hissou Khalid Skah Ismaïl Sghyr Abderrahim Zitouna Mustapha Bamouh Khaled Boulami | 99 02 07 08 013 029 040               |
| 3     | Äthiopien Haile Gebrselassie Abraham Assefa Habte Jifar Fita Bayisa Ayele Mezgebu Chala Kelele  | 107 05 011 017 018 021 035            |

Insgesamt wurden 29 Teams gewertet.

### Frauen

#### Einzelwertung
| Platz | Athletin         | Land | Zeit (min) |
| ----- | ---------------- | ---- | ---------- |
| 1     | Gete Wami        | ETH  | 20:12      |
| 2     | Rose Cheruiyot   | KEN  | 20:18      |
| 3     | Naomi Mugo       | KEN  | 20:21      |
| 4     | Derartu Tulu     | ETH  | 20:21      |
| 5     | Colleen de Reuck | RSA  | 20:21      |
| 6     | Fernanda Ribeiro | POR  | 20:23      |
| 7     | Julia Vaquero    | ESP  | 20:28      |
| 8     | Jane Ngotho      | KEN  | 20:31      |

Von 133 gestarteten Athletinnen erreichten 129 das Ziel.
Einzige Teilnehmerin aus einem deutschsprachigen Land war die Schweizerin Nelly Glauser (Platz 82, 22:43).

#### Teamwertung
| Platz | Land und Athletinnen                                               | Gesamtpunktzahl und Einzelplatzierung |
| ----- | ------------------------------------------------------------------ | ------------------------------------- |
| 1     | Kenia Rose Cheruiyot Naomi Mugo Jane Ngotho Sally Barsosio         | 24 02 03 08 11                        |
| 2     | Äthiopien Gete Wami Derartu Tulu Berhane Adere Getenesh Urge       | 44 01 04 10 29                        |
| 3     | Rumänien Gabriela Szabo Iulia Negură Elena Fidatof Mariana Chirila | 70 09 12 17 32                        |

Insgesamt wurden 23 Teams gewertet.

### Junioren

#### Einzelwertung
| Platz | Athlet         | Land | Zeit (min) |
| ----- | -------------- | ---- | ---------- |
| 1     | David Chelule  | KEN  | 24:06      |
| 2     | Assefa Mezgebu | ETH  | 24:19      |
| 3     | Samuel Chepkok | KEN  | 24:24      |

Von 140 gestarteten Athleten erreichten 128 das Ziel.
Teilnehmer aus deutschsprachigen Ländern:
- 87: Michael Mächler (SUI), 28:02
- 114: Pierre-André Ramuz (SUI), 29:21

#### Teamwertung
| Platz | Land und Athleten                                                        | Gesamtpunktzahl und Einzelplatzierung |
| ----- | ------------------------------------------------------------------------ | ------------------------------------- |
| 1     | Kenia David Chelule Samuel Chepkok Elijah Korir Charles Kwambai          | 13 01 03 04 05                        |
| 2     | Äthiopien Assefa Mezgebu Mizan Mehari Million Wolde Lemma Alemayehu      | 26 02 06 08 10                        |
| 3     | Marokko Aziz Driouche Abderrahman Chmaiti Rachid Amroug Rachid Boulahdid | 94 14 19 20 41                        |

Insgesamt wurden 20 Teams gewertet.

### Juniorinnen

#### Einzelwertung
| Platz | Athletin              | Land | Zeit (min) |
| ----- | --------------------- | ---- | ---------- |
| 1     | Kutre Dulecha         | ETH  | 13:27      |
| 2     | Annemari Sandell      | FIN  | 13:32      |
| 3     | Joan Jepkorir Aiyabei | KEN  | 13:35      |

Von 115 gestarteten Athletinnen kamen 110 in die Wertung. Zwei erreichten nicht das Ziel, drei wurden disqualifiziert.
Teilnehmerinnen aus deutschsprachigen Ländern:
- 26: Anita Weyermann (SUI), 14:36
- 47: Sonja Knöpfli (SUI), 15:00

#### Teamwertung
| Platz | Land und Athletinnen                                                                   | Gesamtpunktzahl und Einzelplatzierung |
| ----- | -------------------------------------------------------------------------------------- | ------------------------------------- |
| 1     | Kenia Joan Jepkorir Aiyabei Nancy Kiprop Edna Ngeringwony Kiplagat Elizabeth Cheptanui | 21 03 04 05 09                        |
| 2     | Äthiopien Kutre Dulecha Etaferahu Tarekegn Shura Hotesa Ayelech Worku                  | 26 01 06 08 11                        |
| 3     | Japan Emiko Kojima Yuka Hata Tomoko Hashimoto Kaori Yoshimura                          | 70 15 16 17 22                        |

Insgesamt wurden 17 Teams gewertet.